# Lampupok Baro
Lampupok Baro is een bestuurslaag in het regentschap Aceh Besar van de provincie Atjeh, Indonesië. Lampupok Baro telt 140 inwoners (volkstelling 2010).